# Soledad Rende
Soledad Rende (nacida el 16 de abril de 1980 en Puerto Argentino/Stanley) es una argentina nacida en las Islas Malvinas. Su caso es particular, ya que es hija de argentinos que viajaron a las islas solamente para que Soledad fuera la primera niña argentina nacida en las islas desde la invasión de las Islas Malvinas por el Reino Unido en 1833. Allí solo vivió durante diez días. Posee doble nacionalidad argentina-británica. Para obtener su documento argentino, sus padres debieron esperar cuatro años y hacerle un juicio al Estado.

## Biografía
En abril de 1980, Pablo Rende (militar) y Nora Badino, ambos argentinos, decidieron tener su hija en las islas. Los Rende habían programado el viaje para lograr tener el parto allí y lograr que su segunda hija naciera en las Malvinas. Lo llamaron «Operativo Cigüeña de la Paz», un plan secreto con la idea de «hacer patria». A Nora solo le faltaban dos semanas para finalizar el embarazo cuando la familia llegó en un vuelo de LADE desde Comodoro Rivadavia, el 2 de abril de 1980. Pablo y Nora lucharon para que las autoridades isleñas los dejasen quedarse en el territorio, pese al estado avanzado del embarazo.
Cuando la madre comenzó a concurrir al hospital local, las autoridades isleñas se dieron cuenta del objetivo y temieron por un «show mediático», con arribo masivo de periodistas. También buscaban evitar la reacción de los kelpers más radicalizados. Para ello, pidieron la intercesión de Héctor Gilobert (quién fue representante argentino en las islas entre 1979 y 1982, y tuvo una hija nacida en Puerto Argentino/Stanley en el mismo año) para que convenciera a la pareja de desistir de su intento. Gilobert trataba de persuadir a la familia Rende diciendo que ya tenían anotados chicos nacidos en Malvinas de padres argentinos y que le facturarían la atención médica según los altos aranceles correspondientes a no residentes en las islas. De hecho, Juan Alejandro Reid, nacido en 1970 había sido el primer bebé argentino nacido en las islas luego de la ocupación británica de 1833.
El 16 de abril nació Soledad en el Hospital Memorial rey Eduardo VII. Su nombre fue elegido por el asentamiento que funcionó como capital española y argentina del archipiélago hasta 1833, Puerto Soledad. Su nacimiento se inscribió en el registro civil de Puerto Argentino/Stanley como británica. Diez días después la familia retornó a Buenos Aires. Al volver, sus padres tuvieron muchas dificultades para lograr que Soledad pudiera estar anotada también como argentina. Debieron hacer un juicio contra el Estado hasta que finalmente en 1984, luego de cuatro años, pudo obtener su documento nacional de identidad y pasaporte argentino. El escribano Jorge Bollini inscribió a Soledad en el registro notarial de Malvinas como ciudadana nacida en la Argentina.
Con respecto a su identidad, ella dice:

Yo no me siento kelper. Me siento orgullosa de haber nacido en Argentina porque las Malvinas son argentinas.